# Michaela Jodlová
Michaela Jodlová ist eine tschechische Fotografin und ehemalige Schauspielerin.

## Karriere
2006 spielte sie in Lloyd A. Simandls Sexploitationfilm Twisted Love neben Andrea Němcová eine der beiden Hauptrollen, und trat im selben Jahr erneut in Simandls Film Bound Tears in einer kleinen Rolle auf. Ein Durchbruch als Schauspielerin blieb aus. Heute arbeitet sie als Fotografin.

## Filmografie
- 2006: Twisted Love
- 2006: Verraten und verkauft – Die Sklavenschule der Baronin (Bound Tears)